# Васильев, Юрий Николаевич (актёр)
Ю́рий Никола́евич Васи́льев (12 октября 1939, Москва — 4 июня 1999, Москва) — советский и российский актёр театра и кино, народный артист Российской Федерации (1999).

## Биография
Юрий Васильев родился 12 октября 1939 года в Москве в семье Николая Николаевича Васильева (1903—1971). Отец работал инженером-электриком, мать — библиотекарем. В 1957 году поступил в Государственный институт театрального искусства (ГИТИС) на курс актёрского мастерства, где преподавателями были ученики Константина Станиславского и Владимира Немировича-Данченко — народная артистка СССР Ольга Андровская и народный артист РСФСР Григорий Конский.
Сразу по окончании ГИТИСа в 1961 году Юрий Васильев пришёл в Малый театр, в котором работал до конца жизни. Он играл в спектаклях «Маскарад», «Бешеные деньги», «Сирано де Бержерак», «Убийство Гонзаго», «Пир победителей» и многих других.
Известность пришла к нему, когда он снялся в главной роли в фильме Сергея Герасимова «Журналист».
В кино в основном играл роли второго плана.
Новый всплеск популярности актёра связан с фильмом Владимира Меньшова «Москва слезам не верит», в котором Васильев исполнил роль телеоператора из «Останкино» Родиона (Рудольфа) Рачкова, отца Александры.

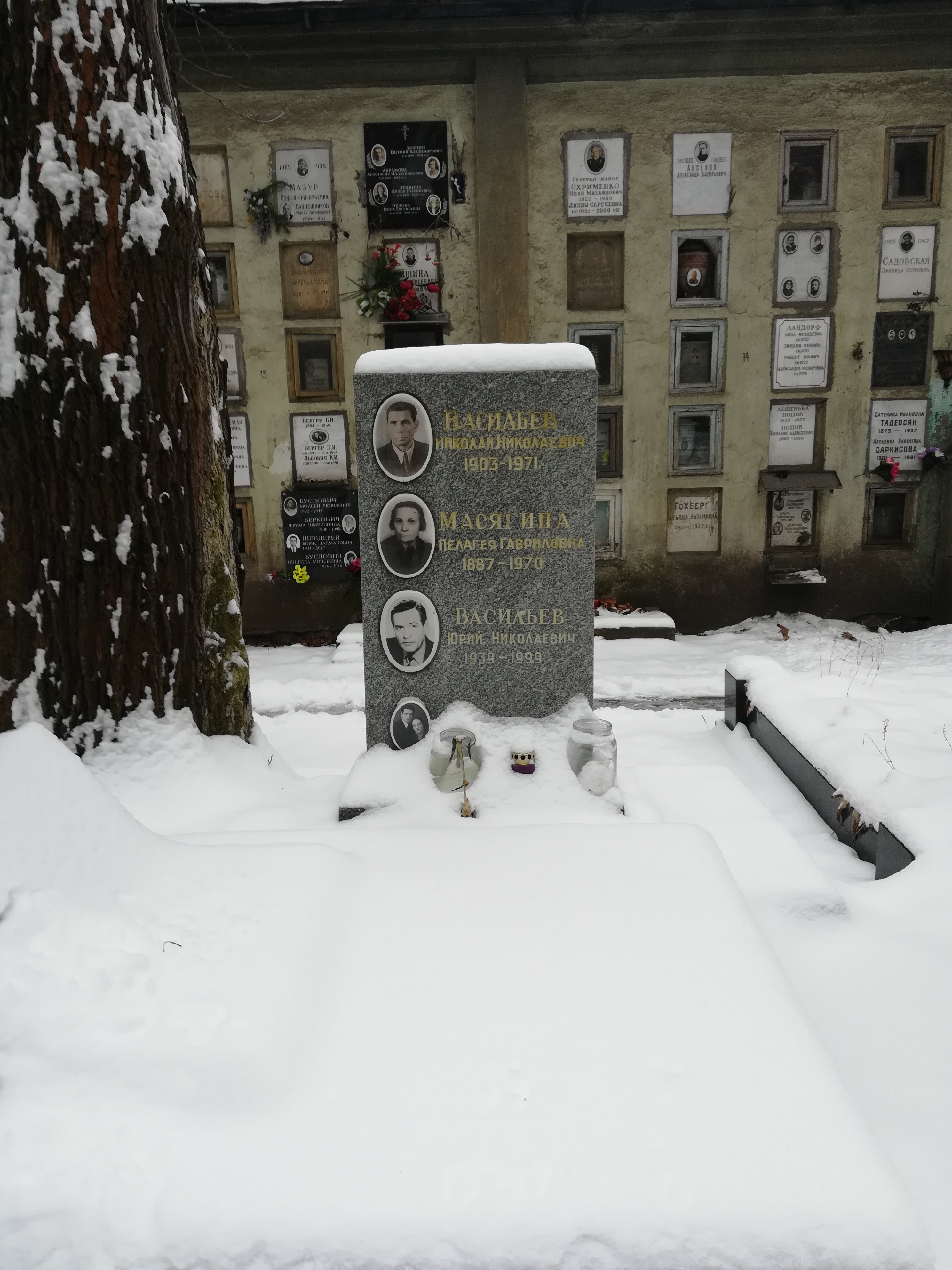
Могила на Донском кладбище

Скоропостижно скончался 4 июня 1999 года в Москве на 60-м году жизни в результате острого сердечного приступа, настигнувшего актёра в автосервисе в разгар сильной жары.
Похоронен на Донском кладбище в могиле родителей (уч. у колумбария 11).

## Личная жизнь
Жена — актриса Нелли Ивановна Корниенко (1938—2019). В браке родилась дочь Екатерина (род. 1967). Внук — Николай (род. 1993).

## Награды
- Заслуженный артист РСФСР (1974)[источник?]
- Народный артист Российской Федерации (1999)[1]

## Творчество

### Роли в театре
- 1961 — «Порт-Артур» И. Ф. Попова и А. Н. Степанова — офицер, матрос
- 1961 — «Крылья» А. Е. Корнейчука — колхозник
- 1961 — «Власть тьмы» Л. Н. Толстого — парень
- 1961 — «Любовь Яровая» К. А. Тренёва — адъютант полковника Кутова
- 1961 — «Деньги» А. В. Софронова — охранник
- 1961 — «Веер леди Уиндермиер» О. Уайльда — молодой джентльмен
- 1962 — «Живой труп» Л. Н. Толстого — городовой
- 1962 — «Гроза» А. Н. Островского — 1-й из народа
- 1962 — «Маскарад» М. Ю. Лермонтова — 8-й гость
- 1962 — «Веер леди Уиндермиер» О. Уайльда — мистер Дамбл
- 1962 — «Порт-Артур» И Ф. Попова и А. Н. Степанова — Акинфиев
- 1963 — «Маскарад» М. Ю. Лермонтова — Звездич
- 1969 — «Бешеные деньги» А. Н. Островского. Режиссёр: Леонид Варпаховский — Егор Дмитриевич Глумов[3]
- 1970 — «Ревизор» Н. В. Гоголя.
- 1970 — «Разбойники» Ф.Шиллера
- 1970 — "Эрхарт Боркман «Господин Боркман» Г. Ибсена
- 1971 — «Достигаев и другие» Тятин
- 1971 — «Растеряева улица» офицер
- 1972 — «Перед заходом солнца» — Эгмонт
- 1972 — «Самый последний день» Б. Л. Васильева — Анатолий
- 1977 — «Заговор Фиеско в Генуе» Кальканьо[4]

### Фильмография
1. 1960 — Ловцы губок — Николос
2. 1962 — Вашингтонская история (ТВ) — Бадди Брукс
3. 1964 — Цари — сын
4. 1967 — Журналист — Юрий Николаевич Алябьев
5. 1967 — Случай в гостинице — Карель
6. 1973 — Самый последний день (фильм-спектакль Малого театра) — Анатолий
7. 1974 — Отцы и дети (фильм-спектакль Малого театра) — Аркадий
8. 1974 — Перед заходом солнца (фильм-спектакль Малого театра) — Эгмонт Клаузен, младший сын
9. 1975 — Достигаев и другие (фильм-спектакль Малого театра) — Тятин
10. 1976— 26 скорый — капитан милиции Круглянский, старший оперуполномоченный уголовного розыска (учебный фильм о задержании вооруженного преступника, снят по заказу МВД СССР)
11. 1977 — Первые радости — Цветухин
12. 1977 — Красавец-мужчина (фильм-спектакль Малого театра)
13. 1977 — Личное счастье
14. 1978 — Бешеные деньги (фильм-спектакль Малого театра) — Глумов
15. 1979 — Летучая мышь — князь Орловский
16. 1979 — Москва слезам не верит — Родион (Рудольф) Петрович Рачков, телеоператор c «Останкино», отец Александры
17. 1979 — Необыкновенное лето — Цветухин, режиссёр театра
18. 1980 — День рождения Терезы
19. 1980 — Заговор Фиеско в Генуе (фильм-спектакль Малого театра)
20. 1980 — Коней на переправе не меняют — Мячкин
21. 1982 — Летние прогулки (фильм-спектакль Малого театра) — Сергей Антипов
22. 1982 — Нам здесь жить — Григорий
23. 1983 — Мы из джаза — Орлов, руководитель джаз-оркестра
24. 1983 — Умные вещи (фильм-спектакль Малого театра)
25. 1984 — Наследство — Константин Шумов
26. 1984 — Валентин и Валентина — Слав
27. 1984 — Крик дельфина — О Грегори
28. 1987 — Шура и Просвирняк — Артамонов
29. 1987 — Оглашению не подлежит (фильм-спектакль Малого театра) — Зявкин
30. 1989 — Ничего не случилось
31. 1992 — Убийство Гонзаго
32. 1992 — Только не уходи — Юра
33. 1992 — Катька и Шиз — Архипов